# بادبادک (فیلم ۱۹۹۸)
بادبادک (انگلیسی: Kite) یک اووی‌ای ژاپنی در ژانر نئو-نوآر و هنتای به نویسندگی و کارگردانی یاسومی اومتسو است. دو قسمت ۲۶ دقیقه‌ای در ۲۵ فوریه و ۲۵ اکتبر ۱۹۹۸، برای سیستم ویدئو خانگی منتشر شد.

## اقتباس سینمایی
یک فیلم لایو اکشن به کارگردانی رالف زیمان و بازی ایندیا آیسلی، کالان مک‌اولیف و ساموئل ال. جکسون با الهام از این انیمه دستمایه اقتباس سینمایی قرار گرفت و در اوت ۲۰۱۴ به نمایش درآمد.